# Vesalea
Vesalea je biljni rod iz porodice kozokrvnica koji obuhvaća pet priznatih vrsta u Meksiku.
Najznčajnija i tipična vrsta je poluzimzeleni ili zimzeleni grm V. floribunda, poznat kao 'meksička abelija'.

## Vrste
1. Vesalea coriacea (Hemsl.) T.Kim & B.Sun ex Landrein
2. Vesalea floribunda M.Martens & Galeotti
3. Vesalea mexicana (Villarreal) Hua Feng Wang & Landrein
4. Vesalea occidentalis (Villarreal) H.F.Wang & Landrein
5. Vesalea subcoriacea (Villarreal) Landrein